# Gele mombinpruim
De gele mombinpruim (Spondias mombin, synoniem: Spondias lutea) is een plant uit de pruikenboomfamilie (Anacardiaceae) Het is een 20–30 m hoge, eenhuizige boom, die in droge tijden zijn bladeren verliest. De stam is tot 60–75 cm dik en heeft diepe groeven.
De bladstelen zijn vaak roodachtig behaard. De bladeren zijn tegenoverstaand, oneven geveerd en 20–50 cm lang. De vijf tot negentien deelblaadjes zijn eirond-lancetvormig en 5–15 cm lang. De 5–6 mm grote, gelig witte, mannelijke, vrouwelijke of tweeslachtige bloemetjes ontstaan in eindstandige, 15–35 cm lange pluimen nadat het blad uitloopt.
De vruchten groeien in hangende, tot 50 cm lange trossen. De vruchten zijn goudgele, ovale, tot 4 × 3 cm grote steenvruchten. De schil is dun, stevig, glad en glanzend. Het vruchtvlees is volrijp zeer sappig, glazig oranje, tot 5 mm dik en heeft een aangename zoetzure smaak die aan pruimen doet denken. De enige pit is eivormig, crèmewit, houtig, in de lengte gerimpeld en tot 2,5 × 1,7 cm groot.
De vruchten kunnen volrijp als handfruit worden genuttigd of met suiker worden ingekookt en tot gelei, marmelade en jam worden verwerkt. De kernen van de pitten zijn ook eetbaar. Van het sap kunnen sappen en frisdranken worden gemaakt. In Mexico worden onrijpe gele mombinpruimen met zout en chilipepers ingelegd. In Venezuela en Guatemala wordt van de vruchten een zwak alcoholische, met cider vergelijkbare drank bereid. In Brazilië wordt er een vruchtenwijn ('Vinho de Taperiba') van bereid. In sommige streken worden varkens en rundvee met de vruchten gevoerd. De jonge bladeren kunnen als groente worden gegeten en een bladaftreksel wordt gebruikt tegen ontstekingen, buikpijn en diarree. Het relatief lichte hout wordt gebruikt in de bouw en voor de fabricage van lucifers en meubels.
Het oorspronkelijke verspreidingsgebied van de gele mombinpruim ligt in het Caribisch gebied en van de laaggelegen wouden van Mexico tot in Peru, Brazilië, Venezuela, Guyana, Suriname en Frans-Guyana. De plant wordt geteeld tot op hoogtes van 1000 m in de tropen van de Nieuwe Wereld (onder andere in Suriname) en soms in Afrika en Zuidoost-Azië (onder andere in India, Indonesië en Maleisië)
De vrucht staat in Brazilië bekend als cajá, in Suriname als mopé en in Mexico als jobito.